# Macrogastra lineolata ssp. euzieriana
Macrogastra lineolata ssp. euzieriana је подврста класе Gastropoda која припада реду Stylommatophora. 

## Угроженост
Ова врста је на нижем степену опасности од изумирања, и сматра се скоро угроженим таксоном.

## Распрострањење
Француска је једино познато природно станиште врсте.

## Станиште
Врста Macrogastra lineolata ssp. euzieriana има станиште на копну.